# Bomaanslagen in Caïro in 1948
Bij verschillende bomaanslagen in Caïro in 1948, die gericht waren tegen Joodse wijken in de Egyptische hoofdstad Caïro, kwamen 70 mensen om het leven en raakten bijna 200 mensen gewond. Daarnaast kwamen bij anti-Joodse rellen kwamen meer mensen om het leven. De bomaanslagen vonden plaats ten tijde van de Arabisch-Israëlische Oorlog van 1948.

## De aanslagen
De eerste bomaanslag vond plaats op 20 juni 1948 in de Karaïtische wijk van Caïro. Hierbij kwamen 22 Joden om het leven en werden er 41 verwond. De bomaanslag vond plaats tijdens de eerste wapenstilstand van de Arabisch-Israëlische oorlog. De tweede aanslag vond plaats op 19 juli toen bommen ontploften bij de warenhuizen Cicurel en Oreco, op 28 juli en 1 augustus gevolgd door bomaanslagen bij de warenhuizen Adès en Gattegno. Op 22 september, vijf dagen na de moord op Folke Bernadotte in Jeruzalem werden 19 Joden gedood en 62 verwond bij een explosie in de Joodse wijk. Op 12 november verwoestte een bom het gebouw van de Société Orientale de Publicité, een grote uitgever.

## Nasleep
In november 1948 arresteerde de Egyptische overheid 32 leiders van het "geheime apparaat" van de Moslimbroederschap en verbood de organisatie. Op 8 december 1948 ontbond premier Mahmoud an-Nukrashi Pasha de organisatie van de Moslimbroederschap en legde beslag op de bezittingen. Op 28 december werd de premier vermoord door een lid van de Moslimbroederschap. Op 12 februari 1949 werd de oprichter van de Moslimbroederschap, Hassan al-Banna vermoord, waarschijnlijk door de geheime dienst van Egypte.
In 1950 werd een rechtszaak gevoerd tegen leden van de Moslimbroederschap, waarin de bomaanslagen ten laste werden gelegd.